# Ganna Kyrychenko
Ganna Kyrychenko (née Lisieienkova le 26 février 1991 à Novoaïdar) est une joueuse de volley-ball ukrainienne. Elle mesure 1,88 m et joue au poste d'attaquante.

## Clubs
| Club                | De        | À         |
| ------------------- | --------- | --------- |
| Severodontchanka-2  | 2006-2007 | 2007-2008 |
| VK Severodontchanka | 2008-2009 | 2015-2016 |
| Maccabi Haïfa       | 2016-2017 | 2016-2017 |
| Bolu Belediyespor   | 2017-2018 | 2019-2020 |
| Khimik Youjne       | jan 2020  | …         |

## Palmarès
- Championnat d'Ukraine
  - Vainqueur : 2009.
  - Finaliste : 2014, 2015.
- Coupe d'Ukraine
  - Vainqueur : 2009.
  - Finaliste : 2013, 2014, 2015.
- Championnat d'Israël
  - Finaliste : 2017.
- Coupe d'Israël
  - Vainqueur : 2017.